# Optimització per mitjans socials
L'Optimització per mitjans socials, més coneguda com a Social Media Optimization (SMO) en anglès, és el conjunt d'estratègies aplicades a l'activitat d'un mitjà de comunicació social, tal com les xarxes socials o la televisió social, amb la intenció d'augmentar la popularitat del lloc web d'internet. Combinant màrqueting, publicitat i relacions públiques, l'Optimització dels Mitjans Socials pretén aconseguir un elevat nombre de links al web, alta visibilitat en els mitjans socials i una forta presència en blogs i podcàsting. Aquest treball el realitza un community manager o l'administrador d'una comunitat virtual.

## Història
La SMO neix de la ja existent estratègia d'optimització coneguda com l'optimització per a motors de recerca, o Search Engine Optimization (SEO) en anglès. Arran del gran augment de les comunitats virtuals dels darrers anys, s’aplica la SEO a les xarxes socials i es comença a encunyar el concepte d'Optimització dels Mitjans Socials. Rohit Bhargava, actual Vicepresident de la companyia de màrqueting Ogilvy Public Relations, és el primer a batejar aquest terme, el 10 d'agost de 2006, en el seu blog personal. L'expert en màrqueting defineix en un primer moment cinc estràtegies a seguir anomenades les 5 normes de SMO. A partir d'aleshores nombrosos autors contribueixen a la definició de Social Media Optimization fins a arribar a la llista actual, composta per 16 tècniques d'optimització.

## Les 16 Estratègies o “normes” de la SMO
Les primeres cinc tècniques definides per a dur a terme l'optimització dels mitjans de comunicació social definides per Bhargava són: 

### Incrementar la capacitat de ser linkejat
La primera tècnica i la més important. Incrementant els links del contingut es redueix la estaticitat del web. Existeixen diversos mètodes per realitzar-ho: agregar un blog en el mitjà social, crear casos d'estudi o afegir contingut ja existent en format més fàcil d'utilitzar, com per exemple RSS.

### Facilitar que el web s’agregui a favorits o accepti tags
Agregar botons d'accés ràpid és una de les formes més senzilles de facilitar el procés de “tagging”. Suggerir etiquetes o paraules clau per a cada pàgina són altres mètodes per aconseguir-ho.

### Recompensar els enllaços entrants
Els enllaços entrants sovint s’utilitzen com a baròmetre per mesurar l'èxit d'un blog. Són fonamentals per l'augment en els resultats de la recerca o qualsevol altre rànquing. Conseqüentment s’han de facilitar i recompensar de forma clara per a fomentar-los. Es necessita fer el procés senzill i oferir beneficis clars. L'ús d'enllaços permanents, que són direccions específiques URL per cada una de les pàgines del web propi, facilita els enllaços entrants. Els beneficis a oferir poden ser llistar la pàgina que crea el link entrant en el web permetent-ne així la visibilitat.

### Ajudar a distribuir el contingut
A diferència del SEO, SMO no només fa ajusts a una pàgina. Si existeix contingut distribuïble, ja siguin PDF, o fitxers de video o àudio s’han d'enviar a pàgines o blogs rellevants. Aquest fet ajuda que el contingut viatgi més lluny i potencialment cridar l'atenció i links al web d'origen.

### Ús de “mashups” (híbrids)
Un concepte popular en Internet 2.0. Es tracta bàsicament d'utilitzar el contingut o aplicacions de diversos llocs per a crear nous continguts o aplicaciones. Per exemple que s’incloguin en blogs aliens videos de You Tube propis o utilitzar RSS per a col·locar notícies d'un diari en la mateixa web. Facilitar que els continguts propis puguin ser utilitzats per altres genera atenció sobre la pàgina web. Una forma bàsica és incloure un servei de RSS o oferir el codi dels continguts de video i audio per a ser utilitzats en altres pàgines.
Posteriorment Jeremiah Owyang va aferir 2 normes:

### Ser una font útil per als usuaris, encara que no ajudi directament
Incloure links a pàgines o informació que pugui ajudar-los en els seus objectius i propòsits, fins i tot oferir links a la competència de manera adequada. Això pot conduir la pàgina a convertir-se en el punt de referència d'una comunitat específica. En conseqüència augmenten els links i les etiquetes útils millorant la visibilitat social i la rellevància en els motors de cerca.

### Premiar als usuaris valuosos i útils
Aquest perfil d'usuari fara bona influència del web i ajudarà a millorar la fidelitat de la comunitat cap a la pàgina. Per exemple enviant mails o notes privades agraïnt-los amb sinceritat o presentar-los a la pàgina principal.
Cameron Olthuis va afegir les següents estratègies:

### Participar
Unir-se a la conversa. En interaccionar amb la comunitat s’aconsegueix exposició i protagonisme.

### Conèixer com arribar a l'audiència
Intentar agradar a aquells usuaris interessats en el producte o servei del web.

### Crear contingut
Certs continguts s’estenen socialment de manera natural. Independentment del sector de l'empresa i dels productes a oferir cal trobar el tipus de contingut que interessi a l'audiència. Fer riure, entreteniments o articles poden ser-ne alguns exemples.

### Autenticitat
Una comunitat premia la sinceritat i honestedat. Cal actuar amb aquests principis.
Loren Baker va proposar les normes 12 13:

### Recordar els orígens i humilitat
En cas de molt èxit del web i gran volum de tràfic cal recordar a tothom que ha ajudat a assolir-ho. Mantenir el respecte serà positiu pels involucrats.

### Innovar
Internet és un fenomen social mutant. Mantenir-se al dia de les novetats és important per a estar actualitzat.
Lee Odden va afegir les últimes 3 tècniques acceptades fins al moment:

### Desenvolupar una estratègia clara de SMO
Definir objectius i establir reptes. Ser conscient dels resultats a esperar i les tàctiques a utilitzar. Com a objectius podem trobar reputació, vendes, influència, credibilitat, tràfic, etc.

### Escollir tàctiques intel·ligentment
Preveure quines accions tindran més impacte en la cerca dels objectius fixats.

### Integrar l'SMO
Buscar maneres d'incorporar les tàctiques de SMO al procés de treball. Documentar-lo i distribuir-lo entre els involucrats. És útil començar pel més senzill, com linkejar altres webs i evolucionar.